# Comunidade Quilombola Fazenda Jatobá
Fazenda Jatobá é uma comunidade remanescente de quilombo, população tradicional brasileira, localizada no município brasileiro de Muquém do São Francisco, na Bahia. A comunidade de Fazenda Jatobá é formada por uma população de 69 famílias, distribuídas em uma área de 12.717,262 hectares. O território foi certificado como remanescente de quilombo (reminiscências históricas de antigos quilombos) em 2004, pela Fundação Cultural Palmares.
Esta comunidade teve o Relatório Técnico de Identificação e Delimitação publicado em 2006 (etapa da regularização fundiária), tendo recebido a titulação da terra em 21/05/2007, pelo INCRA.

## Tombamento
O tombamento de quilombos é previsto pela Constituição Brasileira de 1988, bastando a certificação pela Fundação Cultural Palmares:
Art. 216. Constituem patrimônio cultural brasileiro os bens de natureza material e imaterial, tomados individualmente ou em conjunto, portadores de referência à identidade, à ação, à memória dos diferentes grupos formadores da sociedade brasileira [...]
§ 5º Ficam tombados todos os documentos e os sítios detentores de reminiscências históricas dos antigos quilombos.
Portanto, a comunidade quilombola de Fazenda Jatobá é um patrimônio cultural brasileiro, tendo em vista que recebeu a certificação de ser uma "reminiscência histórica de antigo quilombo" da Fundação Cultural Palmares no ano de 2004.

## Situação territorial
O título da terra (regularização fundiária) proporciona que a comunidade enfrente menos dificuldades para desenvolver a agricultura (como conflitos pela posse da terra com os fazendeiros da região em que se localiza).
Povos Tradicionais ou Comunidades Tradicionais são grupos que possuem uma cultura diferenciada da cultura predominante local, que mantêm um modo de vida intimamente ligado ao meio ambiente natural em que vivem. Através de formas próprias: de organização social, do uso do território e dos recursos naturais (com relação de subsistência), sua reprodução sócio-cultural-religiosa utiliza conhecimentos transmitidos oralmente e na prática cotidiana.